# Liste der Kulturdenkmale in Gerstenberg
In der Liste der Kulturdenkmale in Gerstenberg sind vorerst einige Kulturdenkmale der ostthüringischen Gemeinde Gerstenberg im Landkreis Altenburger Land aufgelistet. Diese Liste basiert nicht auf der offiziellen Denkmalliste der Unteren Denkmalschutzbehörde des Landkreises. Grundlage hierfür ist gegebenenfalls vorhandene Literatur beziehungsweise vorhandene Denkmalplaketten an den einzelnen Objekten. Deswegen ist diese Liste stark unvollständig.

## Gerstenberg
| Bild                           | Bezeichnung | Lage              | Datierung | Beschreibung              | ID |
| ------------------------------ | ----------- | ----------------- | --------- | ------------------------- | -- |
| weitere Bilder Fotos hochladen | Dorfkirche  | Kirchberg (Karte) |           | einschiffige Hallenkirche |    |